# Shewellia agromyzina
Shewellia agromyzina är en tvåvingeart som beskrevs av Willi Hennig 1969. Shewellia agromyzina ingår i släktet Shewellia och familjen tickflugor. Inga underarter finns listade i Catalogue of Life.